# Django Unchained
Django Unchained er en westernfilm fra 2012 skrevet og instrueret af Quentin Tarantino. Filmen havde premiere i USA den 25. december 2012.

## Handling
Et par år før Den Amerikanske Borgerkrig køber den tyske dusørjæger Dr. Schultz (Christoph Waltz) slaven Django fri. Django (Jamie Foxx) skal nemlig hjælpe med at spore nogle eftersøgte forbrydere. På deres færd på kryds og tværs af stater vækker det opsigt, at en sort mand sidder på en hesteryg. Django har selv et motiv for at fortsætte i det umage makkerskab: Hans kone, Broomhilda (Kerry Washington) holdes som slave på en kæmpefarm, og planen er at kuppe hendes ejer, den brutale Calvin Candie (Leonardo DiCaprio) til at sælge hende.

## Medvirkende
- Jamie Foxx som Django Freeman
- Christoph Waltz som King Schultz
- Leonardo DiCaprio som Calvin Candie
- Kerry Washington som Broomhilda von Shaft
- Samuel L. Jackson som Stephen

## Eksterne Henvisninger
- Django Unchained på Internet Movie Database (engelsk)
- Django Unchained på Filmdatabasen
- Django Unchained på Scope
- Django Unchained i Svensk Filmdatabas (svensk)
- Django Unchained på AlloCiné (fransk)
- Django Unchained på MovieMeter (nederlandsk)
- Django Unchained på AllMovie (engelsk)
- Django Unchained hos American Film Institute (engelsk)
- Django Unchained hos British Film Institute (engelsk)
- Django Unchaineds profil hos Encyclopædia Britannica Online (engelsk)

- Wikimedia Commons har flere filer relateret til Django Unchained
- Officiel side Arkiveret 20. november 2019 hos  Wayback Machine